# Stegopterna nukabirana
Stegopterna nukabirana är en tvåvingeart som beskrevs av Ono 1977. Stegopterna nukabirana ingår i släktet Stegopterna och familjen knott. Inga underarter finns listade i Catalogue of Life.